# Акведук (село)
Акведу́к (кабард.-черк. Акуэдук) — село в Терском районе республики Кабардино-Балкария. Входит в состав муниципального образования «Сельское поселение Ново-Хамидие».

## География
Селение Акведук расположен в восточной части Терского района, на левом берегу реки Курп. Находится в 7 км к востоку от сельского центра Ново-Хамидие, в 55 км к северо-востоку от районного центра — Терек и в 97 км к северо-востоку от Нальчика. К востоку от села проходит административная граница Кабардино-Балкарии с Северной Осетией.
Граничит с землями населённых пунктов: Ново-Хамидие на западе, Хамидие на северо-западе и Нижний Малгобек на востоке.
Населённый пункт расположен у северного подножья Терского хребта, на наклонной Кабардинской равнине, в переходной от предгорной в равнинную, зоне республики. Средние высоты на территории села составляют 207 метров над уровнем моря. Рельеф местности пересечённая и представляют собой в основном наклонную предгорную равнину, переходящая на юге в склоны Терского хребта.
Гидрографическая сеть на территории села представлены рекой Курп, протекающей к востоку от села и Малокабардинским каналом, тянущимся к югу от села. К западу от села расположены искусственные пруды, регулирующие сток водоканала. Долина реки Курп сильно извилистая и глубина её ущелья местами достигает 10 метров. Пойма реки занята полосой приречного леса.
Климат влажный умеренный с тёплым летом и прохладной зимой. Среднегодовая температура воздуха составляет около +10,0°С, и колеблется от средних +23,0°С в июле, до средних -2,5°С в январе. Минимальные температуры зимой редко отпускаются ниже -10°С, летом максимальные температуры достигают +35°С. Среднегодовое количество осадков составляет около 600 мм. Основная часть осадков выпадает в период с апреля по июнь. Основные ветры — северные. В конце лета возможны засухи, вызванные воздействием воздушных течений исходящими из Прикаспийской низменности.

## История
Населённый пункт основан в 1929 году при строительстве Малокабардинского канала, на месте посёлка Кадиев.
Для пересечения водоканалом глубокой долины реки Курп была построена система акведука. В честь этого сооружения новый населённый пункт и получил своё название. А сам посёлок первоначально был заселён обслуживающим персоналом МКООС (Мало-Кабардинской опытно-оросительной системы).
До 1962 года был в составе Хамидиевского сельсовета, затем передан в новообразованный Ново-Хамидиевский сельсовет.

## Население
| 2002 | 2010 | 2021 |
| ---- | ---- | ---- |
| 30   | ↘9   | ↘5   |

Национальный состав
По данным Всероссийской переписи населения 2002 года, 94 % населения села составляли кабардинцы.

По данным Всероссийской переписи населения 2021 года:
| Народ      | Численность, чел. | Доля от всего населения, % |
| ---------- | ----------------- | -------------------------- |
| чеченцы    | 3                 | 60,00 %                    |
| кабардинцы | 2                 | 40,00 %                    |
| всего      | 5                 | 100,0 %                    |

Мужчины — 3 чел. (33,3 %). Женщины — 6 чел. (66,7 %).
Средний возраст населения — 38,8 лет. Медианный возраст населения — 36,7 лет.
Средний возраст мужчин — 35,9 лет. Медианный возраст мужчин — 35,2 лет.
Средний возраст женщин — 41,2 лет. Медианный возраст женщин — 38,5 лет.

## Примечание
1. 1 2  Итоги Всероссийской переписи населения 2020 года (по состоянию на 1 октября 2021 года)
2. ↑  Численность населения Кабардино-Балкарской Республики по сельским населённым пунктам по итогам ВПН-2002
3. ↑  Численность населения КБР в разрезе населённых пунктов по итогам Всероссийской переписи населения 2010 года
4. ↑  Коряков Ю. Б.. База данных «Этно-языковой состав населённых пунктов России». Дата обращения: 21 января 2020. Архивировано 27 марта 2020 года.
5. ↑  Итоги Всероссийской переписи населения 2020 года. Том 5. Национальный состав и владение языками. Таблица 1. Национальный состав населения Кабардино-Балкарской Республики, городских округов и муниципальных районов. Дата обращения: 9 октября 2023. Архивировано 16 октября 2023 года.
6. ↑  Численность населения КБР по итогам Всероссийской переписи населения 2010 года. Дата обращения: 12 декабря 2016. Архивировано из оригинала 24 июня 2016 года.